# Кудрявцев, Фёдор Фёдорович
Фёдор Фёдорович Кудрявцев (настоящее имя — Алексей Викторович Канкрин, 1903, Санкт-Петербург — 2 марта 1976, Москва) — советский военный и писатель.

## Биография
Родился в семье офицера графа Виктора Ивановича Канкрина из рода Канкриных. По семейной традиции поступил в Пажеский корпус, но завершить учёбу там ему помешала революция 1917 года.
Отец Виктора, к тому времени ставший генерал-майором, был арестован и расстрелян. После этого было решено, что Алексею опасно оставаться дома, так как его тоже могут арестовать. Тетя Алексея, у которой незадолго до того умер сын Фёдор, ровесник Алексея, отдала Алексею его документы. Так Алексей Канкрин стал Фёдором Фёдоровичем Кудрявцевым и ушёл из родного дома. Через день в квартиру его матери прибыли сотрудники ЧК, чтобы арестовать Алексея, но того уже не было в доме.
В марте 1918 года уже под именем Фёдора Кудрявцева Алексей добровольцем записался в РККА. Он принял участие в Гражданской войне, воевал в 1-й Конной армии сначала командиром взвода, потом был начальником подрывной команды, помощником командира эскадрона. От Оки Городовикова он получил наградную шашку с надписью: «Краскому Ф. Ф. Кудрявцеву за храбрость 1920 г. Ока».
В 1920 году Ф. Кудрявцев закончил метеорологические курсы и далее на протяжении нескольких лет служил летчиком-наблюдателем и инструктором аэронавигационного класса сухопутно-морского отряда Высшей военной школы летчиков-наблюдателей. В 1925 году его самолёт потерпел аварию и он получил тяжелые травмы. После выздоровления он учился в Артиллерийской технической школе и затем служил в артиллерии, потом был военным советником в Афганистане во время правления Амануллы-хана.
После возвращения из Афганистана он служил в 11-м артиллерийском полку, затем учился на курсах усовершенствования командного состава, потом прослушал курс в Военной академии РККА. В те же годы, оставаясь на военной службе, он закончил физико-математический факультет Ленинградского университета, а потом, в 1935 году, окончил ещё и Ленинградский инженерно-строительный институт. 
После окончания Военной академии преподавал в Ленинградском артиллерийском училище и других военных учебных заведениях. В 1930-е годы он также считался одним из лучших спортсменов-конников Ленинграда, получил много призов на соревнованиях, участвовал в конном пробеге от Ленинграда до Севастополя зимой 1931 года. Как умелого всадника его часто приглашали сниматься в фильмах (в частности, в фильме «Чапаев», где он был дублером исполнителя главной роли Бориса Бабочкина в «конных номерах»). Также он много лет занимался боксом и удачно выступал в соревнованиях, преподавал фехтование студентам Института сценических искусств. Кроме этого, он написал работу, посвященную секретам венецианского стекла, которую опубликовало издательство Эрмитажа.
В 1939 году принял участие в конфликте на Халхин-Голе, затем участвовал в советско-финской войне и Великой Отечественной войне. Получил 6 ранений и две контузии, из них самая тяжелая — под Сталинградом, 17 августа 1942 году. Был награждён орденом Красного Знамени и орденом Красной Звезды. Дослужился до звания подполковника.
В 1943 году под Сталинградом он был арестован. Его обвинили сначала в шпионаже, а потом — в контрреволюционной агитации. Он получил 10 лет лагерей, отбывал срок в лагере под Соликамском, был досрочно освобождён в 1950 году.
После освобождения жил в Калуге, где работал в системе местной промышленности: был начальником цеха по изготовлению гармоней, проектировал Медынскую мебельную фабрику. В 1957 году был реабилитирован, после чего перебрался в Москву.
Там он занялся литературным творчеством. В 1960-е годы его очерки об исторических местах Подмосковья публиковались в журнале «За безопасность движения». В 1974 году с его вступительным текстом был издан альбом, посвящённый архитектуре Троице-Сергиевой лавры, в том же году была издана книга-альбом «Золотое кольцо», в которой были помещены 16 очерков Кудрявцева о городах и поселениях Золотого кольца России, он подготовил десятки передач о памятниках истории и архитектуры для радио и телевидения. Также он написал автобиографические «Записки Еранцева» (1962–1975), лагерные очерки «В четвёртом измерении» (1943–1962), исторические новеллы «Тогда были лошади», «Новеллы о колоколах» (1960-е), исторический очерк о Бородинском сражении «Поле русской славы» (1973). Большая часть этих произведений была опубликована уже после его смерти в издательстве «Московский рабочий».
Кудрявцев в 1920-е годы был знаком с Б. Пастернаком, также он дружил с певцом И. Козловским.